# مانولو ریکاردو
مانولو ریکاردو (انگلیسی: Manolo Cardo؛ زادهٔ ۱۶ آوریل ۱۹۴۰) بازیکن فوتبال اهل اسپانیا است.
از باشگاه‌هایی که در آن بازی کرده‌است می‌توان به باشگاه فوتبال سویا اشاره کرد.